# Nesogalepsus andriai
Nesogalepsus andriai är en bönsyrseart som beskrevs av Renaud Maurice Adrien Paulian 1961. Nesogalepsus andriai ingår i släktet Nesogalepsus och familjen Tarachodidae. Inga underarter finns listade i Catalogue of Life.